# Konferenz von Karthago

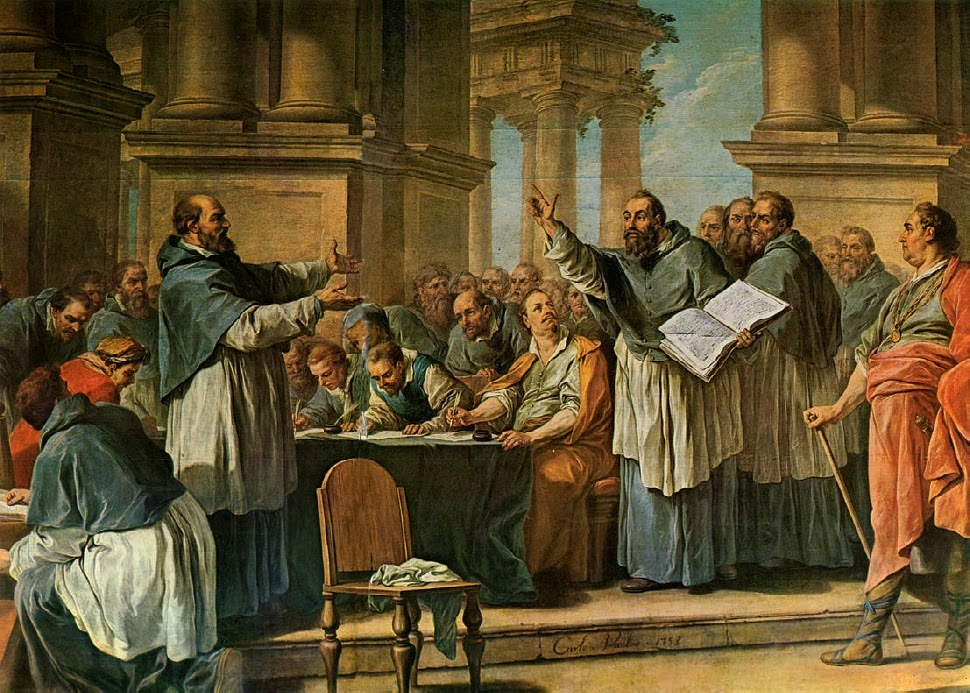
La Dispute de Saint Augustin contre les Donatistes, Gemälde von Charles André van Loo (1753), Notre-Dame-des-Victoires, Paris

Die Konferenz von Karthago, lateinisch Conlatio Carthaginiensis, ist der Name einer Versammlung von Vertretern der „Katholischen“ (reichskirchlichen) und „donatistischen“ christlichen Kirchen in der Provinz Africa, die im Juni 411 in Karthago stattfand, um die Streitigkeiten zu schlichten, die sich die beiden Parteien in der Region seit fast einem Jahrhundert gegenüberstanden.
Sie führte zur Niederlage der donatistischen Partei, deren Mitglieder von Kaiser Honorius gezwungen wurden, sich der „katholischen Einheit“ anzuschließen oder mit harten Sanktionen zu rechnen, und leitete so das allmähliche Verschwinden des Donatismus als organisierte Kirche ein.